# 1938 у кіно

## Події
- 16 грудня 1938 року на базі колишньої кіностудії Tobis-Sascha-Filmindustrie AG було створено кінокомпанію Wien-Film, яка проіснувала до 1985 року.

## Фільми
- Велика заграва
- Зангезур
- Пригоди Робін Гуда
- Олександр Невський

## Персоналії

### Народилися
- 3 січня — Лазарев Олександр Сергійович, російський актор.
- 6 січня:
  - Шепітько Лариса Юхимівна, українська радянська кінорежисерка, сценаристка, акторка.
  - Адріано Челентано, італійський кіноактор, співак, композитор і режисер.

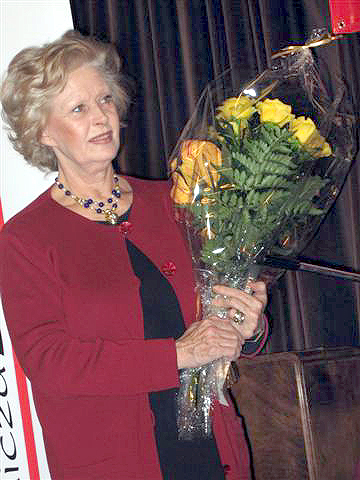
Беата Тишкевич

- 16 січня — Марченко Леонід Леонідович, український актор театру і кіно.
- 17 січня — Щириця Павло Степанович, український кінооператор.
- 25 січня — Володимир Висоцький, російський радянський поет і прозаїк, музикант, актор, бард, автор сотень пісень на власні вірші.
- 26 січня — Володіна Маргарита Володимирівна, радянська акторка театру і кіно.
- 20 лютого — Річард Беймер, американський актор.
- 1 березня — Борислав Брондуков, радянський і російський кіноактор, народний артист Української РСР (1988), перший лауреат Державної премії України ім. О. Довженка (1995) (пом. 2004).
- 15 березня — Стриженова Ліонелла Іванівна, радянська і російська акторка.
- 23 березня — Даніліна Лариса Михайлівна, радянська і російська акторка театру і кіно, майстриня дубляжу.
- 26 березня — Олексій Петренко, український, радянський та російський актор театру та кіно (пом. 2017).
- 31 березня — Збруєв Олександр Вікторович, російський актор театру і кіно.
- 5 квітня — Кустинська Наталя Миколаївна, радянська акторка театру та кіно.
- 15 квітня:
  - Волкова Ольга Володимирівна, радянська і російська акторка театру і кіно.
  - Клаудія Кардінале, італійська акторка.
- 19 квітня — Червінський Олександр Мойшевич, радянський, російський письменник, драматург і сценарист.
- 5 травня — Єжи Сколімовський, польський кінорежисер, актор, сценарист і художник.
- 8 травня — Еве Ківі, естонська та радянська акторка.
- 10 травня — Поліцеймако Марія Віталіївна, радянська і російська акторка теату і кіно.
- 15 травня — Мірей Дарк, французька акторка (пом. 2017).
- 3 червня — Шиловський Всеволод Миколайович, радянський і російський актор театру і кіно, кінорежисер, сценарист, педагог.
- 7 червня — Лаврова Тетяна Євгенівна, радянська і російська акторка театру і кіно.
- 17 червня — Єременко Микола Миколайович, білоруський актор.
- 2 липня — Тавров Юрій Петрович, український кіноактор.
- 4 липня — Крітенко Юрій Григорович, український актор.
- 5 липня — Немоляєв Микола Володимирович, радянський і російський кінооператор
- 8 липня — Андрій М'ягков, радянський і російський актор театру і кіно, народний артист РРФСР (1986).
- 9 липня — Лія Ахеджакова, радянська і російська акторка театру і кіно.
- 12 липня — Кефчіян Фелікс Артаваздович, радянський і російський кіно- та телеоператор[1] вірменського походження.
- 14 липня — Ліліан Малкіна, радянська, російська і чеська акторка театру та кіно.
- 19 липня — Кікабідзе Вахтанг Костянтинович, грузинський актор, естрадний співак.
- 20 липня:
  - Герман Олексій Юрійович, російський кінорежисер, сценарист, актор і продюсер.
  - Наталі Вуд, американська кіноакторка українського та російського походження (пом. 1981).
  - Діана Рігг, британська акторка театру, кіно та телебачення.
- 26 липня — Мукасей Анатолій Михайлович, радянський і російський кінооператор.
- 29 липня — Судьїн Володимир Миколайович, радянський і український театральний режисер, театральний педагог, актор.
- 14 серпня — Беата Тишкевич, польська кіноакторка.
- 18 серпня — ВГригор'єв Володимир Миколайович, радянський і російський кінорежисер, сценарист і продюсер.
- 25 серпня — Протасенко Володимир Федорович, актор кіно (пом. 2015).
- 2 вересня — Джуліано Джемма, італійський актор (пом. 2013).
- 23 вересня
  - Ромі Шнайдер, австрійська і французька кіноакторка.
  - Марія Перші, австрійська акторка (пом. 2004).
- 25 вересня — Федосеєва-Шукшина Лідія Миколаївна, радянська і російська акторка театру і кіно, народна артистка РРФСР (1984).
- 28 вересня — Голобородько Олександр Олександрович, радянський російський актор театру і кіно.
- 2 жовтня — Крилова Людмила Іванівна, російська акторка.
- 9 жовтня — Бурлака Леонід Антонович, радянський, український кінооператор-постановник.
- 10 жовтня — Володимир Скомаровський, російський радянський та американський актор та сценарист.
- 13 жовтня — Худяков Костянтин Павлович, радянський і російський актор, кінорежисер, сценарист.
- 22 жовтня — Крістофер Ллойд, американський актор кіно та телебачення.
- 25 жовтня — Сьоміна Тамара Петрівна, російська акторка
- 27 жовтня — Рязанцева Наталя Борисівна, радянська і російська кінодраматург, сценаристка.
- 6 листопада — Смирнов Юрій Миколайович, радянський і російський актор театру, кіно і телебачення,
- 24 листопада — Наталія Крачковська, радянська і російська акторка театру і кіно.
- 29 листопада — Мішель Дюшоссуа, французький актор (пом. 2012).

### Померли
- 13 березня — Кубек Глезмон, американський сценарист.
- 26 березня — Філліс Аллен, американська комедійна акторка німого кіно.
- 2 липня — Лау Лаурітцен (старший), данський актор, кінорежисер і сценарист.
- 4 вересня — Аллан Гарсія — американський актор.